# فشار شغلی
فشار شغلی نوعی استرس روانی-اجتماعی است که در محیط کار رخ می‌دهد. این نوع استرس که یکی از رایج‌ترین انواع استرس است، ممکن است به دلایل مختلف بروز کند. استرس‌های کاری می‌توانند استرس مثبت یا منفی باشند. ثابت شده است که فشار شغلی در محیط کار منجر به ضعف در سلامت روانی و در نهایت ضعف در سلامت جسمی شود. فشار شغلی سال‌هاست که ادامه دارد و زنان و مردان را به‌طور متفاوتی تحت تأثیر قرار می‌دهد.

## علل استرس شغلی

### علل استرس مفید
نمونه‌هایی از علل استرس مثبت در محیط کار وجود دارد و از جمله شامل شروع یک شغل جدید و دریافت افزایش حقوق است. هر دوی این موقعیت‌ها باعث ایجاد استرس مثبت در کارگران می‌شود.

### علل پریشانی
یکی از دلایل فشار شغلی، که باعث استرس منفی می‌شود، حقوق پایین است. حقوق پایین به دلیل هزینه‌های زندگی باعث فشار شغلی می‌شود. با توجه به اینکه هزینه‌های مسکن بسیار بالاست، تأمین مسکن را برای کارگران با حداقل دستمزد دشوار می‌کند و این موضوع در کارگران ایجاد استرس یا فشار منفی می‌کند، زیرا با افزایش حداقل دستمزد، هزینه زندگی نیز افزایش می‌یابد.

## اثرات بهداشتی
وقتی افراد فشار شغلی را به شکل پریشانی در محل کار تجربه می‌کنند، دچار سردرد، دل درد، اختلال خواب، زودرنجی و مشکل در تمرکز می‌شوند. اگر استرس در محل کار ادامه‌دار شود، ممکن است اضطراب، بی‌خوابی، فشار خون بالا، سیستم ایمنی ضعیف و بیماری قلبی رخ دهد. یک متا آنالیز در سال ۲۰۱۲ ارتباط مثبتی بین فشار شغلی و خطر بیماری عروق کرونر قلب پیدا کرد. یک متا آنالیز در سال ۲۰۱۵ ارتباط مشابهی بین فشار شغلی و سکته مغزی پیدا کرد؛ این ارتباط به ویژه برای زنان قوی بود. مشخص شده است که فقر زمانی خطر افسردگی، BMI بالا و بیماری‌های قلبی عروقی را در زنان افزایش می‌دهد. مشخص شده است که فشار شغلی خطر فشار خون بالاتر را افزایش می‌دهد، اما چاقی را افزایش نمی‌دهد.